# Кубатієв Алан Кайсанбекович
Алан Кайсанбекович Кубатієв (рос. Алан Кайсанбекович Кубатиев, 31 серпня 1952, Фрунзе — 4 липня 2022, Кронштадт) — російський та киргизький письменник-фантаст, публіцист, перекладач, літературознавець та літературний критик осетинського походження.

## Біографія
Алан Кубатієв народився 31 серпня 1952 року у місті Фрунзе, натепер Бішкек, у сім'ї філолога-русиста осетинського походження (за офіційними документами майбутній письменник народився 31 вересня в Алма-Аті). У дитинстві сім'я Кубатієвих часто переїздила, зокрема з фантастикою Алан Кубатієв познайомився у 7 років у місті Чарджоу. Після закінчення школи Кубатієв вступив на факультет іноземних мов Киргизького державного університету, після закінчення університету навчався в аспірантурі філологічного факультету МДУ, де захистив кандидатську дисертацію на тему «Сучасне фантастичне оповідання Великобританії: 50 — 70-ті роки». Після завершення аспірантури кілька років викладав у Новосибірському університеті, а після цього повернувся викладачем до Киргизького державного університету. За короткий час Алан Кубатієв переходить завідувачем кафедри міжнародної журналістики Киргизько-Російського Слов'янського університету, а на початку 90-х років ХХ століття працював у США викладачем в Університеті Мену. Після повернення до Киргизстану Кубатієв працював викладачем в Американському університеті Центральної Азії. Пізніше Алан Кубатієв перебрався до Кронштадту, де спочатку працював у інституті спеціальної психології і педагогіки імені Рауля Валленберга, а пізніше в одному із закладів міністерства оборони Росії. Помер Алан Кубатієв 4 липня 2022 року в Кронштадті.

## Літературна творчість
Алан Кубатієв розпочав літературну діяльність у 70-х роках ХХ століття. Він брав участь у першому всесоюзному семінарі молодих письменників пригодницького і науково-фантастичного жанру, який проводився в Москві в листопаді — грудні 1976 року. У 1979 році в журналі «Знание — сила» опубліковане перше оповідання письменника «Книгопродавець». У 1982-році Кубатієв брав участь у всесоюзному семінарі молодих письменників-фантастів у Малєєвка і в 1987 році в Дубултах. У 80—90-х роках XX століття письменник публікував свої твори в журналах «Памир», «Сибирские огни» та «Литературный Киргизстан», одночасно видавав у Алмати журнал фантастики «Чудеса и диковины» (пізніше «Миры»). З початку 90-х років на тривалий час зробив перерву в літературній діяльності, в той час викладав у вишах, і повернувся до видання творів у 2001 році. У 90-х роках Кубатієв активно займався перекладацькою діяльністю, зокрема переклав роман Герберта Веллса «Страх Божий» та Пола Андерсона «Космічні хрестоносці». Алан Кубатієв також як літературознавець опублікував першу повну біографію Джеймса Джойса російською мовою., та біографію Френсіса Скотта Фіцджеральда.

## Премії
- 2002 — «Блукач»
- 2003 — «Бронзовий равлик»,
- 2005 — «Бронзовий равлик»
- 2005 — АБС-премія
- 2005 — журналу «Полдень XXI век»
- 2005 — «Зоряний міст»,
- 2006 — «Інтерпрескон»,
- 2006 — «Бронзовий равлик»

## Особисте життя
Алан Кубатієв був одружений та мав дочку.

### Збірки
- 2005 — Ветер и смерть
- 2012 — Только там, где движутся светила

### Повісті
- 2004 — Аренда
- 2005 — Пепельный рейс

### Оповідання
- 1979 — Книгопродавец
- 1980 — Перчатка для перчатки
- 1980 — Портрет с коляской
- 1980 — Штрудель по-венски
- 1982 — Сотня тысяч граммов благородных металлов
- 1983 — Ветер и смерть
- 1983 — Только там, где движутся светила
- 1984 — Снежный август
- 1985 — Да услышат зовущего
- 1985 — Все в одной лодке
- 2001 — Вы летите, как хотите!..
- 2002 — В поисках господина П.
- 2002 — Парк «Победа»
- 2003 — Жертвуйте на построение рая
- 2005 — Рукопись, найденная в парке
- 2012 — Наши мёртвые
- 2013 — Тризна
- 2016 — После бури

### Інші твори
- 2011 — Джойс
- 2015 — Фрэнсис Скотт Фицджеральд
- 2016 — Дополнительные материалы по вопросу деятельности организации «Пятый Рим»